# 九讚頭靈感堂
24°42′58″N 121°08′36″E / 24.716125°N 121.143252°E
九讚頭靈感堂，是位於臺灣新竹縣橫山鄉新興村的廟宇，祭祀當地傳說的產婆。

## 由來
傳說嘉慶年間有一位從南臺灣的獨身女子來九讚頭作產婆，名為馮瑞花。九讚頭文化協會理事長吳明忠表示，她不但精通醫術，還會替小孩收驚、治病，作為不少小孩的義母。相傳她活到九十三歲，終其一生在地方接生二百九十餘名嬰兒。
居民董秀珍說這位產婆去世後託夢給許多鄉民表望能建廟，民眾便在新興街建立九讚頭靈感堂。對於建立時間，在2007年報導時，當地長者說在他們孩童時即已存在，過去時僅為小祠，直到1971年由時任村長盧雲福等籌資改建成今樣。

## 祭祀

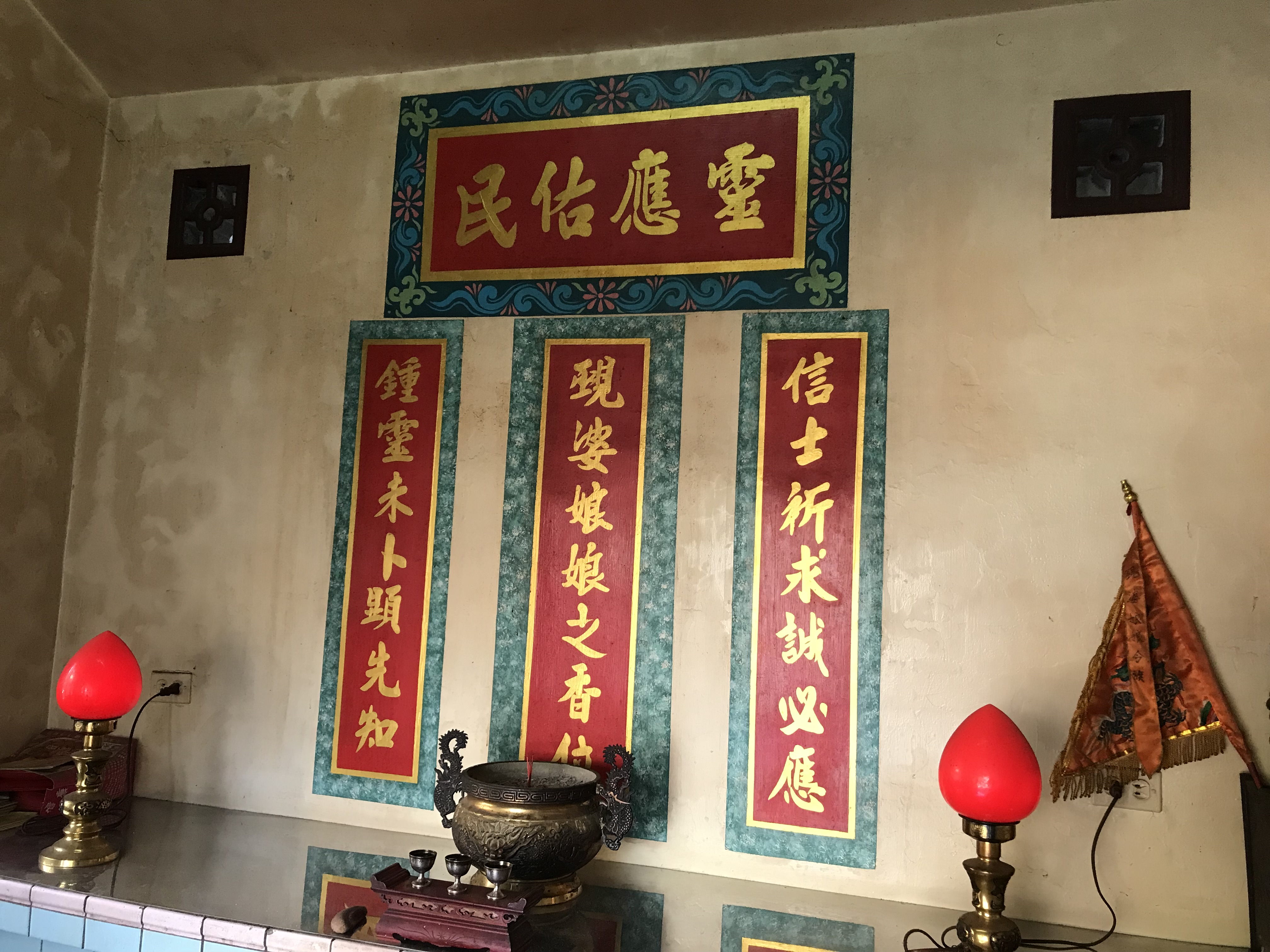
覡婆娘娘香位

九讚頭靈感堂內有一座寫著「覡婆娘娘」的香位。一說「覡婆」在橫山當地是指精通醫術、又會通靈的產婆，也與客語產婆發音近似。黃榮洛認為覡指男性術士，可能因此取此名來有別於一般女巫。據說昭和年間，信徒林乞食將此廟分香到北埔鄉南坑村九份子，稱為「覡婆姊」，牌位則寫「石婆姐」。
當地居民會到九讚頭靈感堂裡，為小孩求取稱為「覡婆絭」的平安符。每年農曆八月初一覡婆娘娘誕辰時，居民會以蛋、酒等祭祀。九讚頭文化協會吳明忠說，也會有夫妻來此求子，並特地生子後前來答謝。2003年，九讚頭文化協會推出客家碎花布手工製作、稱為「幸運九娃娃」的小布偶，作為此廟的幸運物。